# Буфорд (Вайоминг)
Бу́форд (англ. Buford) — невключённая территория на юго-востоке округа Олбани, штат Вайоминг, США. Располагается между городами Ларами и Шайенн на автостраде I-80. Буфорд находится на высоте 2438 метров, что делает его самым высоким поселением на основном автошоссе, соединяющем Нью-Йорк и Сан-Франциско.
Считается, что Буфорд был основан в 1866 году. В это время, в поселении проживало 2000 человек. С течением времени работники покидали город в поисках лучшей жизни. В 1880 году было построено почтовое отделение, и поселение было переименовано в честь генерала Бьюфорда.
Буфорд примечателен тем, что в 2013 году являлся единственным городом в США и одним из немногих городов в мире с населением в 1 человек. Единственный житель Дон Сэммонс одновременно являлся и дворником, и заправщиком, и продавцом в местном магазине, и мэром города. В 2008 году из городка уехал его сын, и в Буфорде остался всего один человек в лице Дона. В марте 2012 было объявлено об аукционе, который состоялся 5 апреля, о продаже хозяйства Сэммонса. Город, считавшийся самым маленьким в США, целиком продан с аукциона за 900 тысяч долларов. Торги за город Буфорд в западном штате Вайоминг выиграли двое мужчин из Вьетнама, о которых почти ничего не известно.
В 2017 году Джейсон Хирш, единственный на тот момент житель Буфорда, перестал вести хозяйство города, в результате чего Буфорд стал покинутым городом.